# Ёркин, Евгений Михайлович
Евге́ний Миха́йлович Ёркин (8 июля 1932, Ногинск, Московская область — 13 ноября 1982) — советский хоккеист. Мастер спорта СССР по хоккею с шайбой (1957).

## Биография
Начинал играть в Ногинске, откуда переехал в Электросталь.
Выступал за «Химик»/ДК им. К. Маркса (Электросталь) (1951-57), «Крылья Советов» (Москва) (1957-64), «Труд»/«Торпедо» (Подольск) (1967-72), «Текстильщик» (Павловский Посад) (1972-73, играющий тренер), «Кристалл» (Электросталь) (1973-74).
Второй призёр чемпионата СССР 1958, третий призёр 1959 и 1960. В 1960 входил в список 33 лучших хоккеистов СССР. В чемпионатах СССР — 270 матчей.
Третий призёр ЗОИ 1960. Второй призёр ЧМ 1957—1959, третий призёр ЧМ 1960. На ЧМ и ЗОИ — 10 матчей. Всего в национальной сборной — 22 матча.
В хоккейном справочнике ФиС 1977 года как важные черты игры Ёркина отмечаются «поразительная реакция, отличное чувство ворот, умение быстро поймать шайбу и мгновенно начать контратаку».
Занимался тренерской работой — в группе подготовки при электростальском «Кристалле» и в заводской команде «Экситон» Павловский Посад.
Скончался в 1982 году.
В сборной СССР в определённый период существовало соперничество Николая Пучкова и Евгения Ёркина. В этом контексте Семён Вайханский в «Золотой книге сборной СССР по хоккею» высказывает мнение, что мастерство Ёркина было недостаточным для основного вратаря сборной СССР. (Также Вайханский высказывает точку зрения, что Анатолий Тарасов «искусственно раздувал мнимое соперничество» Пучкова с другими вратарями.) Оценку Вайханского повторяет журналист «Спорт-Экспресса» Владислав Домрачев (допуская при этом фактическую ошибку: на самом деле Ёркин никогда не играл за команды спортобщества «Динамо») — Ёркин не мог составить реальной конкуренции Пучкову.
Ёркин по воспоминанию Юрия Парамошкина числился маляром. После того, как Ёркина вызвали в сборную на зарубежные матчи, запись о специальности в анкете скорректировали с «маляр» на «художник».